# Stanislav Demovič
Stanislav Demovič (nacido el 20 de septiembre de 1975 en Trnava) fue un jugador de balonmano eslovaco que jugó de lateral derecho.
Mide 2,01 m, pesa 105 kilos y su posición fue la de lateral derecho. Jugó en los clubes SKP Bratislava , Ademar León, Águas Santas, ABC Braga (2003) , y HK 47 Trnava (2004) antes de la temporada 2004/2005, cuando se trasladó a Stralsund HV, que dejó después de la temporada 2005/2006. En la temporada 2006/2007 jugó en el BM Alcobendas. De la 2007 a la 2009 jugó con la Sociedad Cultural Deportivo Recreativa Anaitasuna. En la temporada 2009/2010 firmó con el BM Guadalajara . En la 2011/2012 con el Escubal Badajoz, jugando en División de Honor Plata, volviendo a competir en Asobal la temporada siguiente, de la mano del Club Balonmano Huesca. En la 2012/2013 ficha por el Ángel Ximénez Puente Genil.
En 2014 anunció su retiro del balonmano, sin embargo, jugó hasta 2016 en el SV Henstedt-Ulzburg de la 2.Bundesliga alemana.
Demovič fue varias veces internacional con la Selección de balonmano de Eslovaquia, con el que consiguió la clasificación para el Campeonato Mundial de Balonmano Masculino de 2007.

## Clubes
- SKP Bratislava
- Ademar León
- Aguas Santas
- ABC Braga (2003)
- HK Trnava (2004)
- Stralsund HV (2004-2006)
- BM Alcobendas (2006-2007)
- SCDR Anaitasuna (2007-2009)
- Club Balonmano Guadalajara (2009-2011)
- Club Balonmano Badajoz (2011-2012)
- Club Balonmano Huesca (2012-2013)
- Club Balonmano Puente Genil (2013-2014)
- SV Henstedt-Ulzburg (2014-2016)